# 익산한벌초등학교
익산한벌초등학교는 대한민국 전북특별자치도 익산시에 있는 공립 초등학교이다.

## 학교 연혁
- 2005.12.19 익산한벌초등학교 준공
- 2006.03.01 익산한벌초등학교 개교(26학급 편성)
- 2006.03.01 제1대 김형술 교장 부임
- 2007.03.01 33학급 편성(7학급 증설)
- 2008.03.01 36학급 편성
- 2009.03.01 36학급 편성
- 2009.09.01 제2대 최일광 교장 부임
- 2010.02.12 제4회 졸업생-197명(남:99명,여:98명)
- 2010.03.01 36학급 편성
- 2011.02.11 제5회 졸업생-227명(남:107명,여:120명)
- 2011.03.01 36학급 편성
- 2011.03.01 교육복지 우선 투자학교 선정
- 2011.11.04 운동장 남쪽 스탠드 준공
- 2011.11.30 2011 JB 초등학교 교육과정 우수학교 지정
- 2012.02.10 제6회 졸업생-216명(남:107명, 여:109명)
- 2012.03.01 36학급 편성
- 2012.09.01 제3대 홍명화 교장 부임
- 2013.02.15 제7회 졸업생-228명(남:106명, 여:122명)
- 2013.03.01 36학급 편성
- 2014.02.14 제8회 졸업생-219명(남:110명, 여:109명)
- 2014.03.01 35학급 편성
- 2015.02.13 제9회 졸업생-193명(남:104명, 여:89명)
- 2015.03.01 32학급 편성

## 참고 자료
- 익산한벌초등학교 - 한국교육학술정보원 학교알리미